# Banca Manusardi
Banca Manusardi, propriamente Banca Manusardi & C., è stata una storica banca milanese attiva dal 1913 al 1992.

## Storia
La Manusardi & C. venne fondata sotto forma di società in accomandita semplice il 10 giugno 1913. L'organismo mutò il proprio nome in Banca Manusardi & C. nel 1941 e divenne una società per azioni  nel 1949.
Metà del pacchetto azionario di Banca Manusardi venne acquisito dall'Istituto Mobiliare Italiano nel 1966, mentre il rimanente era di proprietà al 42% di una società controllata dallo stesso Istituto Mobiliare Italiano e all'8% di quattro azionisti privati.
Nel 1987 la banca venne quotata alla Borsa di Milano e aumentò il proprio capitale sociale da 50 a 166 miliardi di lire. Nello stesso anno aprì diversi nuovi sportelli sul territorio italiano e assorbì la American Service Bank. Nel 1992 Banca Manusardi si fuse con Fideuram S.p.A., una rete di private bankers del gruppo IMI, dando vita a Banca Fideuram.